# Wagner Tiso
Wagner Tiso Veiga (Três Pontas, 12 de dezembro de 1945) é um músico, arranjador, regente, pianista e compositor brasileiro de formação erudita.

## Biografia
Wagner Tiso Veiga aprendeu teoria musical com Paulo Moura e especializou-se em teclados. Participou do conjunto Sambacana em 1964 e dois anos depois foi trabalhar com o antigo mestre. Acompanhou diversos artistas, como Cauby Peixoto, Ivon Cury, Maysa e Marcos Valle. Principal parceiro de Milton Nascimento e um dos nomes do movimento Clube da Esquina, em 1970 passa a acompanhar Milton com a banda que se tornaria, posteriormente, o lendário Som Imaginário ao lado de Zé Rodrix, Tavito, Robertinho Silva, Luiz Alves e Frederah.
Integrante do Clube da Esquina, logo começou a fazer sucesso no exterior, apresentando-se em Atenas e Montreux, e também acompanhando não só Milton, como também de Flora Purim, Ron Carter e Airto Moreira.
Nos anos 70, foram dele os arranjos para Gonzaguinha, Paulo Moura, Johnny Alf, MPB-4, Dominguinhos, o próprio Milton e outros.
Em 1993 arranjou o álbum Filmes de Guerra, Canções de Amor da banda gaúcha Engenheiros do Hawaii.
Ao longo de sua carreira esteve ao lado como arranjador, compositor e pianista ao lado dos maiores nomes da música nacional e internacional como Gal Costa, Maria Bethânia, Cauby Peixoto, Nelson Freire, Lô Borges, Beto Guedes, Flávio Venturini, Toninho Horta, Caetano Veloso, Gilberto Gil entre tantos outros nomes.
Wagner Tiso é considerado patrimônio musical da música mineira, brasileira e internacional.

## Genealogia
- Ascendência: Wagner é o segundo dos cinco filhos de Francisco Ribeiro Veiga e de Walda Tiso. Seus irmãos são: José Gileno Tiso Veiga, Isaura Tiso Veiga, André Tiso Veiga e Marco Valério Tiso Veiga. Sua família materna é de origem italiana, sendo seu avô materno Saverio Tiso (também conhecido como Serio ou Severino) nascido em Limena (província de Pádua). Sua avó, Isaura Cândida Correia, é de longa ascendência luso-brasileira, assim como sua família paterna. É neto paterno de Clara Costa Ribeiro (Pimenta da Veiga) e de Francisco Correia de Figueiredo e, por este, bisneto de Francisco Correia de Carvalho e de Ana Eufrosina de Figueiredo. Ana Eufrosina era filha do Capitão Francisco Garcia de Figueiredo e de sua prima Maria Teresa de Figueiredo, neta paterna do Capitão Diogo Garcia da Cruz e de Inocência Constância de Figueiredo; neta materna de João Rodrigues de Figueiredo e de Felícia Cândida de Figueiredo. Inocência Constância e Felícia Cândida eram irmãs, filhas do Capitão-Mor José Álvares de Figueiredo - o fundador de Boa Esperança - e de Maria Vilela do Espírito Santo, esta neta da Ilhoa Júlia Maria da Caridade.
- Descendência: Wagner Tiso Veiga casou-se, a primeira vez, com Sílvia Costa, com quem teve a filha Índia Indira Tiso da Costa Veiga; a segunda vez, com Gisele Goldoni, com quem teve a filha Joana Goldoni Tiso.
- Colaterais: É primo de diversas personalidades, como: Antônio Aureliano Chaves de Mendonça, Danton Mello, Eduardo Carlos Figueiredo Ferraz, Ester de Figueiredo Ferraz, José Carlos de Figueiredo Ferraz, Fátima Freire, Geraldo Freire, Morvan Aloísio Acaiaba de Resende, Nelson Freire, Newton Freire Maia, Ricardo Gumbleton Daunt,  e Selton Mello, dentre outros.

## Trilhas sonoras
- 1969 Os deuses e os mortos, filme de Ruy Guerra.
- 1977 A lira do delírio, filme de Walter Lima Júnior.
- 1980 Poema sujo, peça de Ferreira Gullar.
- 1981 Inocência, filme de Walter Lima Júnior.
- 1984 Chico Rei, filme de Walter Lima Júnior.
- 1986 Besame mucho, filme de Francisco Ramalho Jr. e Dona Beija, telenovela da TV Manchete.
- 1987 Tanga - Deu no New York Times, filme de Henfil.
- 1988 O grande mentecapto, filme de Oswaldo Caldeira e O primo Basílio, minissérie da TV Globo.
- 1989 Seis documentários para um projeto educacional do governo de Portugal e diversos documentários de Silvio Tendler, como Memórias do aço e Olhar do fotógrafo.
- 1993 Regência de orquestra em 5 faixas do primeiro disco em formato acústico no Brasil com a banda gaúcha Engenheiros do Hawaii, no disco Filmes de Guerra, Canções de Amor.
- 1994 O sorriso do lagarto, minissérie da Globo.
- 1995 O guarani, filme de Norma Bengell.
- 1997 A ostra e o vento, filme de Walter Lima Júnior.
- 1999 Tiradentes , filme de Oswaldo Caldeira

## Prêmios
- Ordem dos Músicos do Brasil
- Melhor álbum instrumental (1974)
- Prêmio Melhor Música Golden Metais (1991)- pelo filme O grande mentecapto